# La Berrichonne de Châteauroux 2012-2013

## Organico

### Rosa
| N. |                       | Ruolo | Calciatore        |
| -- | --------------------- | ----- | ----------------- |
| 1  | Francia (bandiera)    | P     | Mickaël Caradec   |
| 3  | Capo Verde (bandiera) | D     | Neves             |
| 4  | Senegal (bandiera)    | D     | Massamba Sambou   |
| 5  | Francia (bandiera)    | D     | Jordan Fauque     |
| 7  | Guadalupa (bandiera)  | D     | Loïc Nestor       |
| 8  | Francia (bandiera)    | C     | Yohan Hautcœur    |
| 9  | Francia (bandiera)    | A     | Benjamin Jeannot  |
| 10 | Francia (bandiera)    | C     | Ludovic Guerriero |
| 11 | Francia (bandiera)    | C     | Clément Tainmont  |
| 12 | Francia (bandiera)    | D     | Kévin Afougou     |
| 13 | Francia (bandiera)    | D     | Rémi Fournier     |
| 14 | Camerun (bandiera)    | A     | Marcel Essombé    |

| N. |                      | Ruolo | Calciatore         |
| -- | -------------------- | ----- | ------------------ |
| 16 | Francia (bandiera)   | P     | Jonathan Millieras |
| 17 | Francia (bandiera)   | C     | Elie Ehua          |
| 18 | Francia (bandiera)   | C     | David de Freitas   |
| 19 | Guadalupa (bandiera) | C     | Claudio Beauvue    |
| 20 | Francia (bandiera)   | C     | Akim Orinel        |
| 21 | Francia (bandiera)   | C     | Adrien Menager     |
| 22 | Francia (bandiera)   | A     | Jordan Nkololo     |
| 25 | Francia (bandiera)   | C     | Emeric Dudouit     |
| 27 | Francia (bandiera)   | D     | Dénys Bain         |
| 28 | Comore (bandiera)    | C     | Nasser Chamed      |
| 29 | Francia (bandiera)   | C     | Phousseyne Diaby   |